# ORC2
Комплекс препознавања места почетка, подјединица 2 је протеин који је код људи кодиран ORC2 (ORC2L) геном.
Комплекс препознавања места почетка (ORC) је високо конзервисани протеински комплекс са шест подјединица који је есенцијалан за иницијацију репликације ДНК код еукариотских ћелија. Истраживања на квасцу су показала да се ОРЦ специфично везује за место почетка репликације и да служи као платформа за конструкцију пререпликационог комплекса, који садржи додатне иницијациона факторе као што су Cdc6 и mcm протеини. Протеин кодиран овим геном је подјединица комплекса препознавања места почетка. Овај протеин формира сржни комплекс са ORC3, ORC4, и ОРЦ5. Он такође остварује интеракције са CDC45L и MCM10, који су важни за ДНК репликацију. За овај протеин је показано да се специфично асоцира са местом почетка репликације Епстеин Бар-вируса у људским ћелијама, и сматра се да је неопходан за ДНК репликацју из места почетка вируса.

## Интеракције
ORC2 формира интеракције са ORC1, replikacionim proteinom A1, ORC4, ORC5, ORC3, MCM4, CDC6, MCM5, MCM6, MCM7, MCM10, DBF4, MCM2 i ORC6.